# SWEET PAIN
「SWEET PAIN」（スウィート・ペイン）は、globeの3枚目のシングル。1995年11月1日にavex globeから発売された。

## 解説
TDK「NEW DJ」CMソング。このCMにはglobeの3人も出演していた。
歌詞は「バリバリ働く明るい男性が現在進行形の恋愛をしながら、必然的に味わう苦しみ・切なさに気付いていく」ことをテーマにしている。また、マーク・パンサーのラップ部分に日本語が初めて使用された。
大元となるメロディーはテレビ番組で小室を密着取材していた際にわずか10分で作りあげられた。
DJ KOOがKEIKOのボーカル・レコーディングのディレクションをノークレジットで担当した。その時のことを「遅い時間から入ったのに、始めたら歌うごとにどんどんいいテイクが出てくる。声がへたれることもなく、ディレクションをやっているこちらがワクワクするような声色・歌がグイグイと出てくるので、新人なのにすごいボーカリストだと感じました」と振り返っている。
本作のミュージック・ビデオは存在しない。
前作を上回る90万枚の大ヒットとなり、1995年と1996年の年間チャートにランクインを果たしている。

## 収録曲
| 全作詞・作曲・編曲: 小室哲哉。 |                                   |          |            |      |
| #                              | タイトル                          | 作詞     | 作曲・編曲 | 時間 |
| 1.                             | 「SWEET PAIN (ORIGINAL MIX)」     | 小室哲哉 | 小室哲哉   | 5:07 |
| 2.                             | 「SWEET PAIN (EXTENDED MIX)」     | 小室哲哉 | 小室哲哉   | 5:55 |
| 3.                             | 「SWEET PAIN (SPACE GROOVE MIX)」 | 小室哲哉 | 小室哲哉   | 7:10 |
| 合計時間:                      | 合計時間:                         | 18:12    |            |      |

クレジット
- Produced : 小室哲哉
- Mixed : Dave Ford

## 収録アルバム
SWEET PAIN
- globe（アルバムバージョン）
- CRUISE RECORD 1995-2000（シングルバージョンだがアウトロがフェードアウトしない）
- globe decade -single history 1995-2004-
- 15YEARS -BEST HIT SELECTION-（アルバムバージョン）
- #globe20th -SPECIAL COVER BEST-（COVER+BEST盤のみ収録）

## カバー
- lol(エルオーエル) - V.A.『#globe20th -SPECIAL COVER BEST-』（2015年12月16日）に収録[5]。